# Illud Divinum Insanus
 Illud Divinum Insanus   é o oitavo  álbum de estúdio da banda estadunidense Morbid Angel. O selo francês Season of Mist lançou o álbum no dia 7 de junho de 2011 na América do Norte. Foi o primeiro álbum do grupo sem contar com o baterista Pete Sandoval, que não participou das gravações por causa de uma cirurgia que havia feito; posteriormente ele saiu em definitivo. Foi, também, o  único álbum gravado com o guitarrista Destructhor e o baterista Tim Yeung, bem como  último com David Vincent, que havia voltado em 2004.
O vocalista/baixista David Vincent comentou sobre o disco:
| “ | É incrível, absolutamente incrível. Eu só quero que a coisa maldita saia, mas é ir em frente e aguardar. Eu gostaria que fosse imediatamente... mas são os negócios. Nós estamos fazendo uma embalagem especial para ele, e isso não ajuda em minha ansiedade de querer tirá-lo. Temos crescido além do apelido de death metal. Nós nos chamamos de música extrema. Tocamos música extrema e isso engloba tudo, desde a incrível velocidade, muita fricção no braço da guitarra para os mais doentes, gemidos de riffs, são as coisas normais que fazemos. Nós fizemos uma obra-prima. Vou chamá-lo assim. Não existe uma faixa ruim neste álbum. Claro que eu vou dizer isso, mas eu normalmente não digo essas coisas. É muito original e muito diversificado . Nós não fomos através dos canais normais de produção, por isso é que é muito mais especial. | ” |

 Illud Divinum Insanus  foi mal recebido pelos fãs e por parte da crítica devido ao disco apresentar uma mistura death metal com elementos de música eletrônica e metal industrial, sendo assim considerado o pior disco do grupo. Contudo, o álbum obteve bom desempenho nas paradas musicais americanas, chegando ao terceiro lugar no Top Heatseekers.

## Faixas
| N.º | Título                              | Duração |  |
| 1.  | "Omni Potens"                       | 2:28    |  |
| 2.  | "Too Extreme!"                      | 6:13    |  |
| 3.  | "Existo Vulgoré"                    | 3:59    |  |
| 4.  | "Blades for Baal"                   | 4:52    |  |
| 5.  | "I Am Morbid"                       | 5:16    |  |
| 6.  | "10 More Dead"                      | 4:51    |  |
| 7.  | "Destructos Vs. the Earth / Attack" | 7:15    |  |
| 8.  | "Nevermore"                         | 5:07    |  |
| 9.  | "Beauty Meets Beast"                | 4:56    |  |
| 10. | "Radikult"                          | 7:37    |  |
| 11. | "Profundis - Mea Culpa"             | 4:05    |  |

## Créditos
- Trey Azagthoth  — Guitarra
- David Vincent — Vocal, Baixo, Teclado
- Destructhor  — Guitarra
- Tim Yeung  — Bateria